# Pekka Helin
Pekka Juhani Helin (né le 1er mai 1945 à Tampere) est un architecte finlandais,,.

## Biographie
En 1971, Pekka Helin obtient son diplôme d'architecte de l'université technique d'Helsinki.
Il collabore avec Tuomo Siitonen jusqu'en 1999.
Leur architecture moderniste est rapidement renommée car beaucoup de leurs œuvres sont considérées comme novatrices.

## Helin & Siitonen Architects
Les plus grands succès de Pekka Helin et Tuomo Siitonen sont leurs immeubles de bureaux, où ils ont introduit la double façade en verre transparent avec un large intervalle d'air à l'intérieur du mur extérieur.
Un projet pour le syndicat des travailleurs de la métallurgie, le centre de formation Muurikka de Teisko (1977), a été mis en avant à l'échelle internationale grâce à l'utilisation expérimentale de panneaux de cuivre et de constructions en acier fabriqués industriellement à destination des bâtiments industriels.
Ils ont également réalisé d’importants projets de logement, notamment le quartier de Sibelius dans la ville-jardin de Hestra à Borås en Suède (1993) et Asunto Oy Laivapoika à Ruoholahti (1995).
La plupart des projets ont été remportés par concours d'architecte.
Ils ont remporté près de trente concours.
Leur plus grand succès international est la victoire du concours de planification urbaine de la région de Fornebu à Oslo (1998).
Parmi leurs projets les plus connus figurent également la piscine Vesihelmi à Forssa (1993), le Siège de Nokia (1997-2001), ainsi que le bâtiment administratif du ministère des Affaires sociales et de la Santé à Kruununhaka (1999).

## Helin and Co. Architects
À la suite de la fermeture du cabinet commun en 1999, Pekka Helin a ouvert son propre cabinet, qui est devenu l’un des plus grands cabinets d’architecture privés de Finlande.
Les œuvres principales de Pekka Helin comprennent Kiinteistö Oy d'Itämerentori (2000) et le siège d’Ilmarinen oy à Ruoholahti (2002), le siège de Nordea à Vallila (2003), le centre Sello de Leppävaara à Espoo (2000-) et l’extension du Parlement (2002- 2004).
Pekka Helin a également remporté avec sa proposition "Sydänpuu" le concours international pour le nouveau siège de Metsä Group, construit entièrement en bois à Tapiola.

## Ouvrages
Parmi les ouvrages conçus par Pekka Helin:
- Centre de formation Muurikka, Teisko
- Centre commercial Sello, Espoo
- Itämerentorni, Ruoholahti, Helsinki
- Siège de Nokia, Keilalahti, Espoo
- Petit parlement, Helsinki
- Siège du groupe Metsä, Tapiola, Espoo
- Centre commercial Redi, Kalasatama, Helsinki
- Visio, Kalasatama, Helsinki
- Lumo One, Kalasatama, Helsinki
- Majakka, Kalasatama, Helsinki
- Centre commercial Skanssi, Turku.
- Siège de Finnair, Vantaa
- Biofore-talo, Siège d'UPM,  Kluuvi, Helsinki

## Galerie

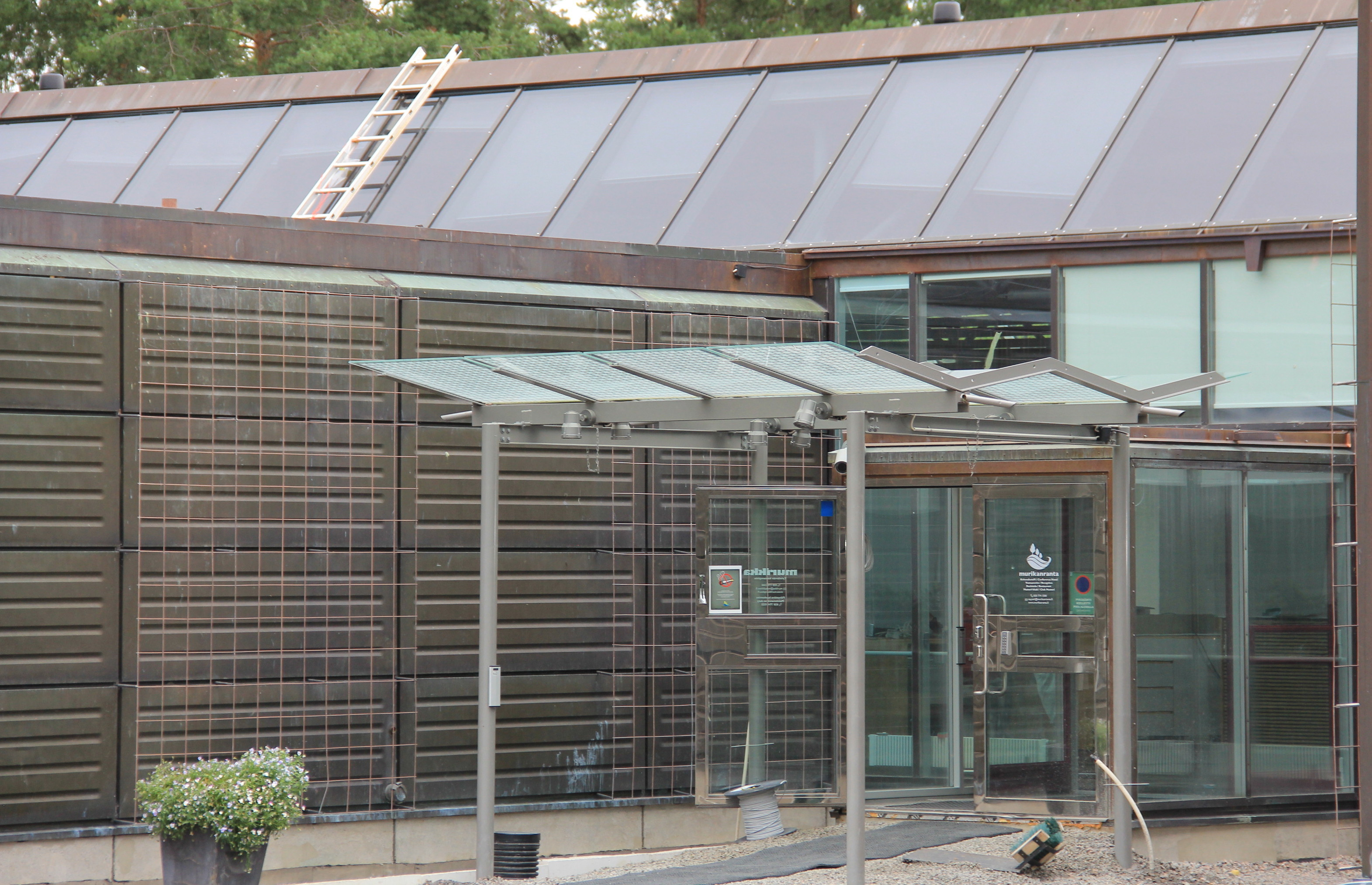
Centre de formation Muurikka, Näsijärvi
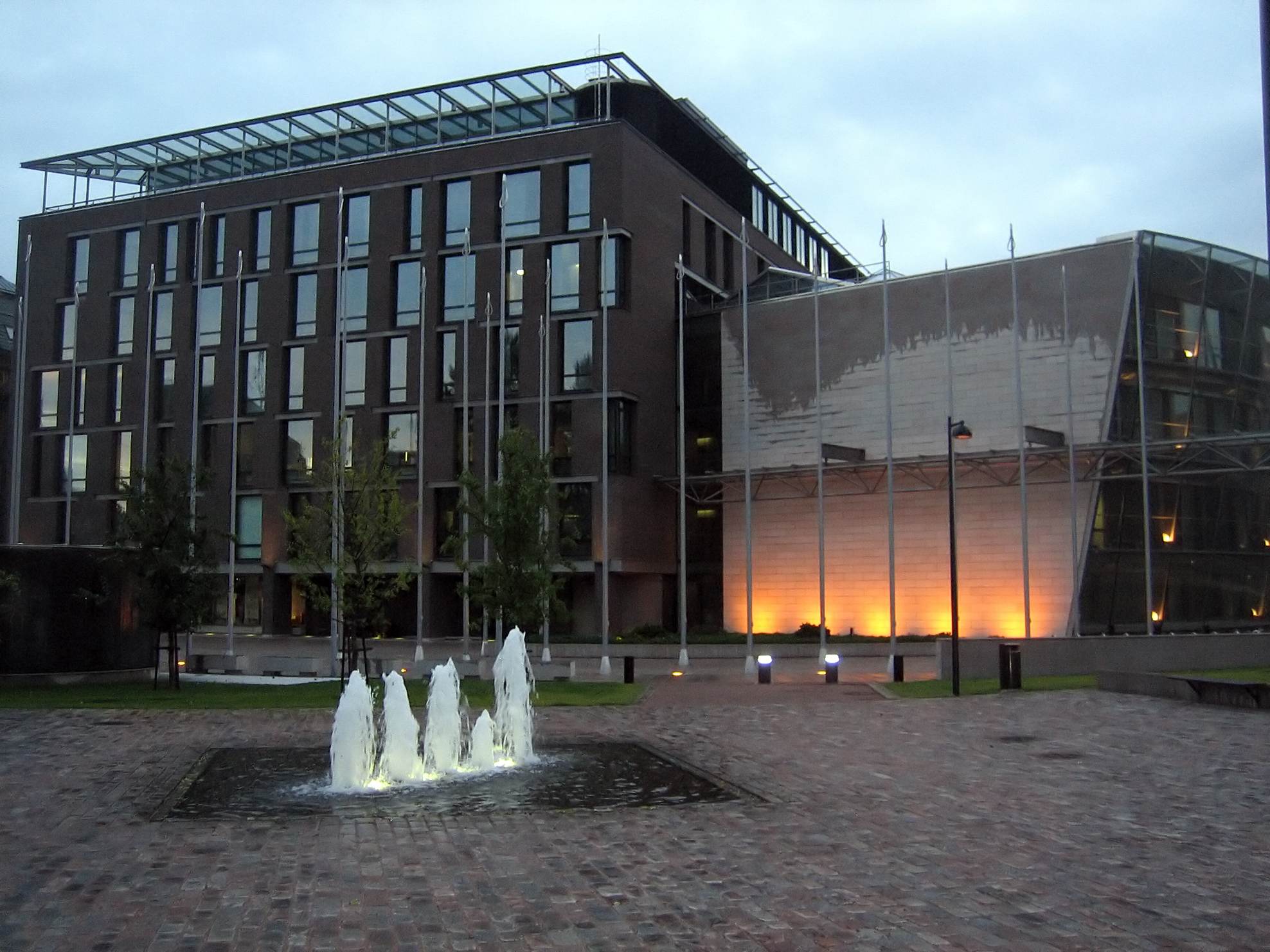
Petit parlement.
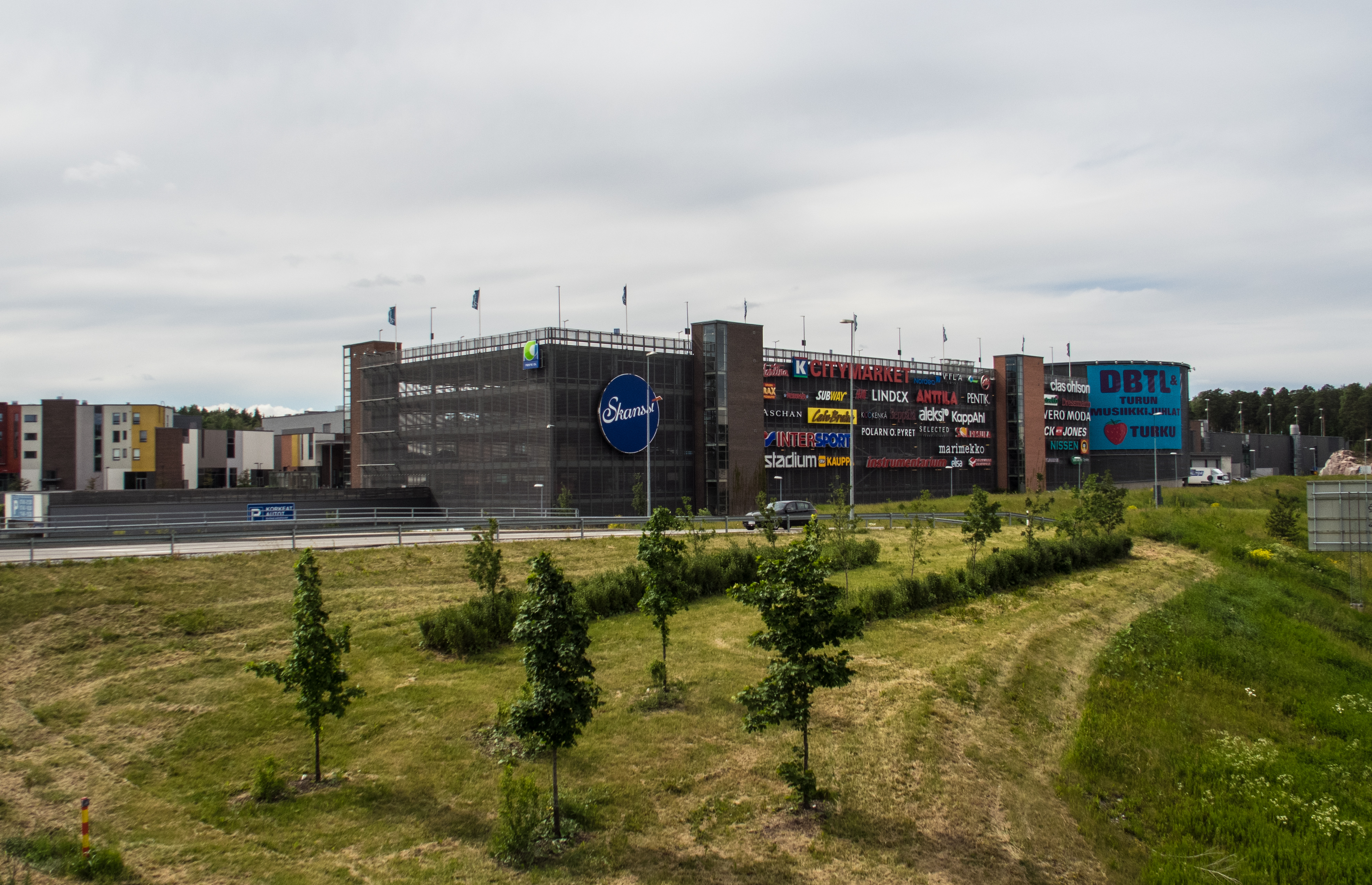
Centre commercial Skanssi.

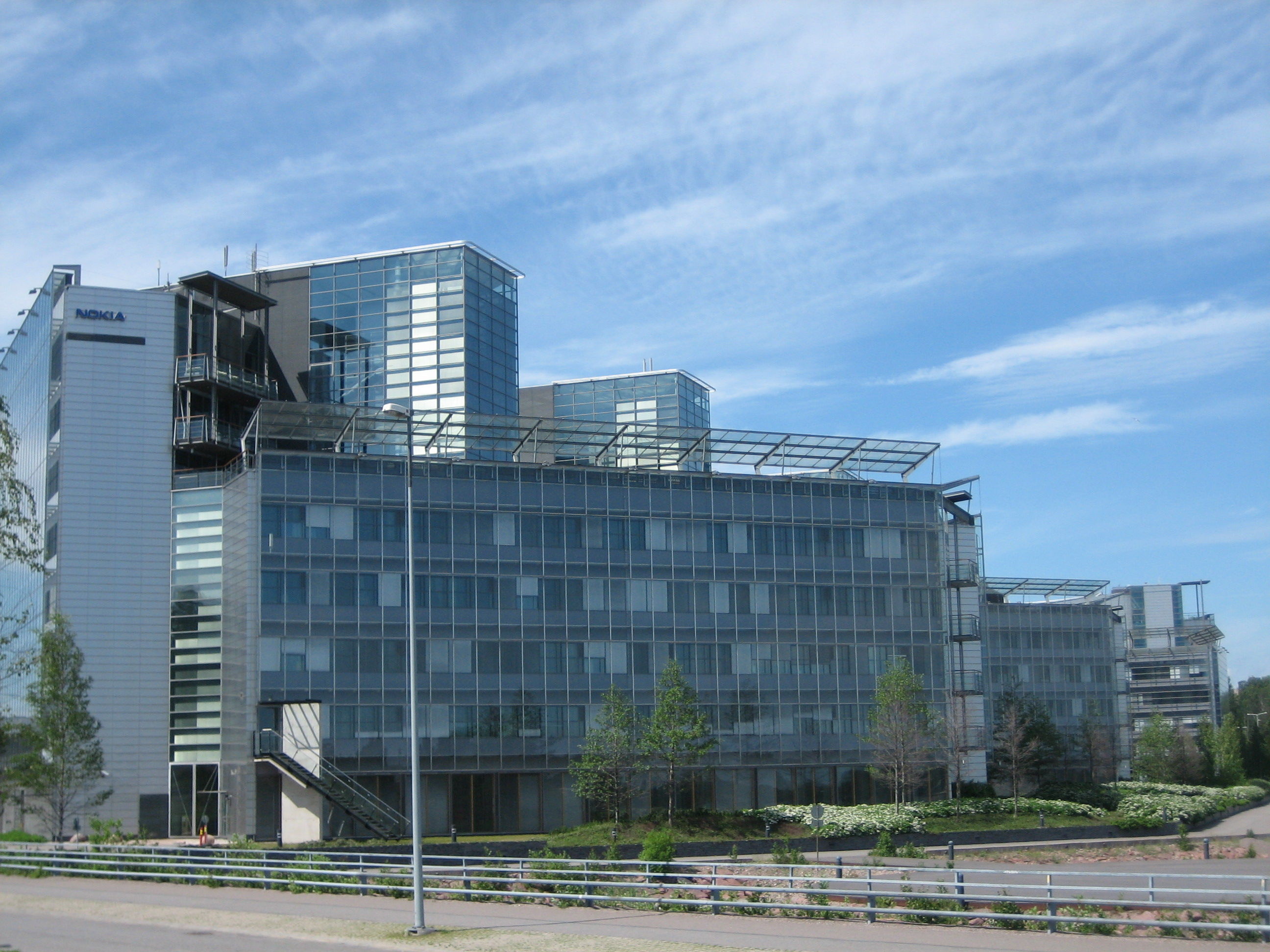
Siège de Nokia.
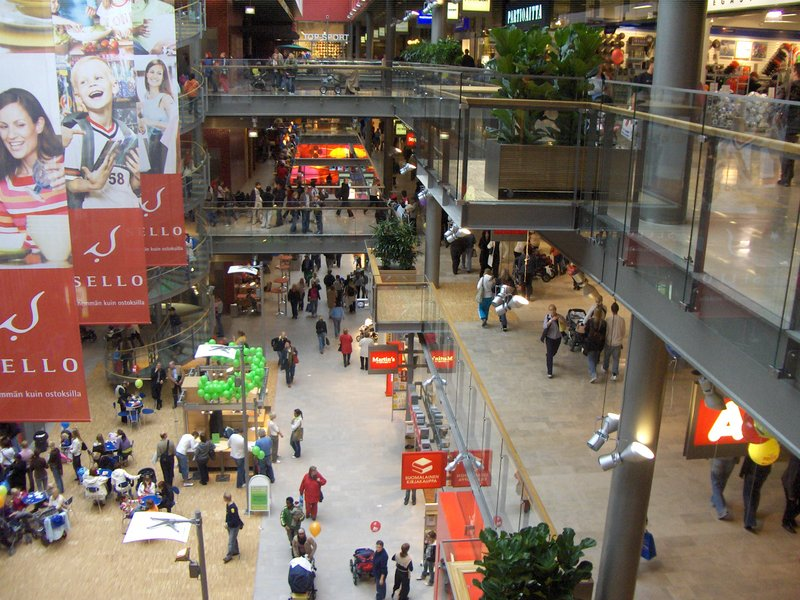
Centre commercial Sello.
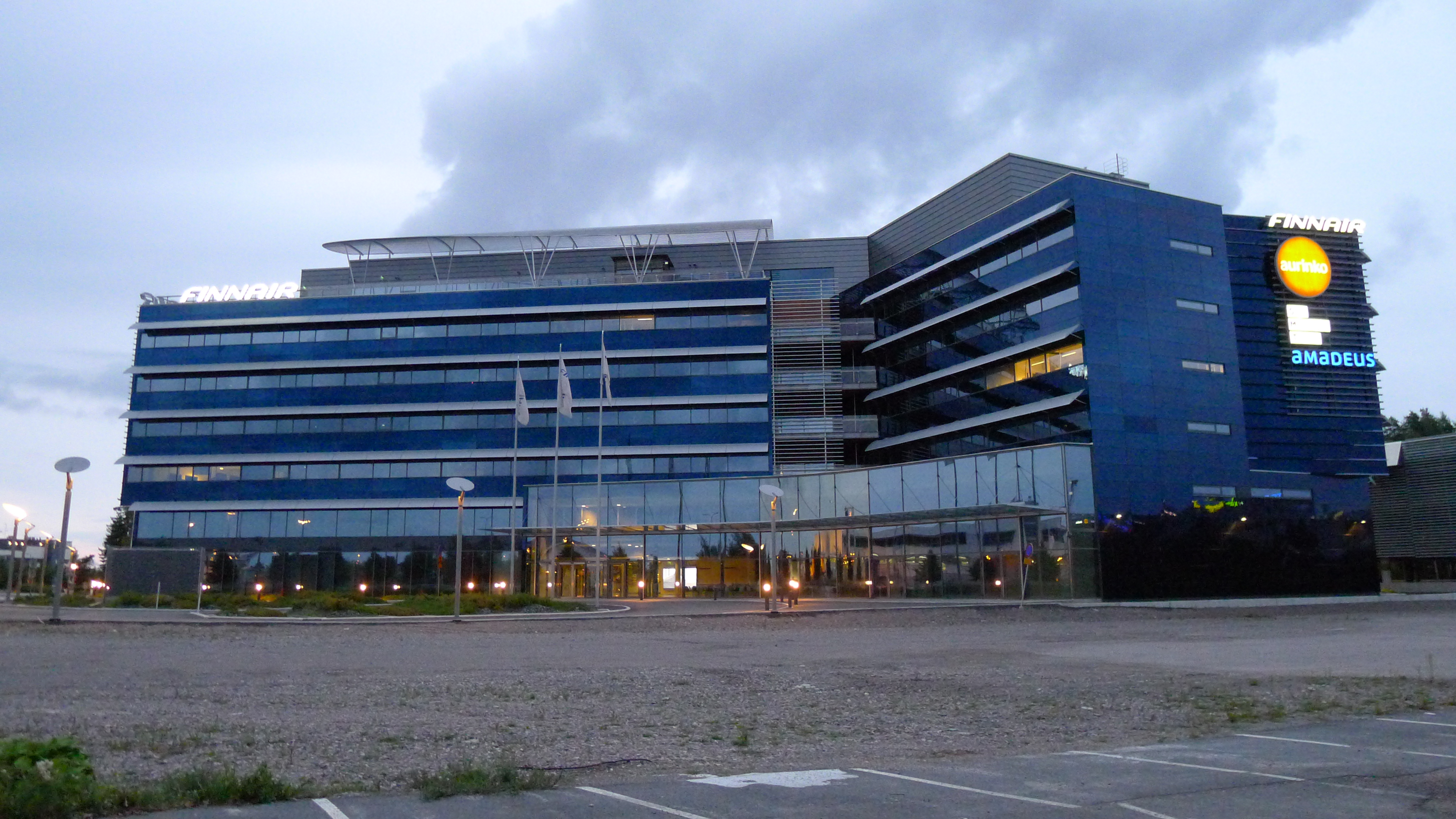
Siège de Finnair.

## Prix et reconnaissance
- Structure en acier européenne 2001
- Prix de la structure métallique de l'année 1997, 2000, 2004
- Prix du bois de l'année 2006
- Prix national d'architecture 2006